# بام! انترتینمنت
بام! اینترتینمنت (انگلیسی: BAM! Entertainment) شرکت بازی ویدئویی آمریکایی است، که در سال ۱۹۹۹ تأسیس شد.